# Liste der Bischöfe von Skara
Die folgenden Personen waren Bischöfe von Skara (Schweden):

## Ordinarien

### Katholisch
1. Thurgot, 1014–1030
2. Gotskalk, 1030, zuvor Abt im Michaeliskloster in Lüneburg
3. Hl. Sigfrid, 1030–1050
4. Osmund, 1050–1060
5. Advalvard der Ältere, 1060–1064
6. Acilinus, 1064
7. Advalvard der Jüngere, 1066–1068
8. Rodulvard, um 1081
9. Rikulf, ca. 1000–
10. Hervard, um 1000
11. Styrbjörn, um 1130
12. Ödgrim, 1130–1150
13. Bengt I. der Gute, 1150–1190
14. Järpulf, 1190–1200
15. Jon Hyrne, 1201–1205
16. Bernhard, 1206–1216
17. Bengt II. der Jüngere, 1219–1228
18. Stenar, 1228–1238
19. Lars I., 1240/41–1257
20. Waldemar, 1258–1262
21. Ragvald, 1262–1263
22. Ulf, 1263–1267
23. Erik I., 1267–1278
24. Brynolf I. Algotsson, 1267–1317
25. Bengt III. Johansson, 1317–1321
26. Erik II., 1321–1322
27. Peder Larsson, 1322–1336
28. Gunnar Tynnesson, 1337–1340
29. Sigge Jonsson, 1340–1352
30. Sigfrid Rotgeri, 1352–1352
31. Lars II., 1354–1356
32. Nils, 1356–1386
33. Rudolf von Mecklenburg-Stargard, 1387–1391
34. Torsten, 1391–1404
35. Brynolf II. Karlsson, 1424–1435
36. Sven Grotte, 1436–1449
37. Bengt IV. Gustavsson, 1449–1460
38. Björn Månsson (Bero de Ludosia), 1461/62–1465
39. Hans Markvardsson, 1465–1478
40. Brynolf III. Gerlaksson, 1478–1505
41. Vincens Henningsson, 1505–1520
42. Didrik Slagheck, 1520–1521
43. Francesco de Potenza 1523 (trat sein Amt nicht an)
44. Magnus Haraldsson, 1522–1529

### Evangelisch
1. Sveno Jacobi, 1530–1540
2. Erik Svensson Hjort, 1544–1545
3. Erik Falck, 1547–1558
4. Erik Pedersson Hwass, 1558–1560
5. Erik Nicolai Swart, 1561–1570
6. Jacob Johannis, 1570–1595
7. Henrik Gadolenus, 1593 (ernannt, trat sein Amt aber nicht an)
8. Petrus Kenicius, 1595–1609
9. Paulus Pauli, 1612–1616
10. Sveno Svenonis, 1618–1639
11. Olof Fristadius, 1651–1654
12. Johannes Kempe, 1655–1673
13. Johannes Baazius der Jüngere, 1673–1677
14. Andreas Omenius, 1677–1684
15. Haquin Spegel, 1685–1691
16. Petrus Johannes Rudbeckius, 1692–1701
17. Jesper Swedberg, 1702–1735 (Vater von Emanuel Swedenborg)
18. Petrus Schyllberg, 1736–1743
19. Daniel Juslenius, 1744–1752
20. Engelbert Halenius, 1753–1767
21. Anders Forssenius, 1767–1788
22. Thure Weidman, 1789–1828
23. Sven Lundblad, 1829–1837
24. Johan Albert Butsch, 1837–1875
25. Anders Fredrik Beckman, 1875–1894
26. Ernst Jakob Keijser, 1895–1905
27. Hjalmar Danell, 1905–1935
28. Gustaf Ljunggren, 1935–1950
29. Yngve Rudberg, 1951–1955
30. Sven Danell, 1955–1969
31. Helge Brattgård, 1969–1985
32. Karl-Gunnar Grape, 1985–1989
33. Lars-Göran Lönnermark, 1989–2004
34. Erik Aurelius, 2004–2012
35. Åke Bonnier, 2012–2024
36. Ulrica Fritzson, 2024–heute